# Салар-де-Сурире
Салар-де-Сурире (исп. Monumento natural Salar de Surire) — памятник природы, расположенный в провинции Паринакота области Арика-и-Паринакота в Чили.

## История
Был создан в 1983 году Декретом № 29 Министерства сельского хозяйства Чили.
Входит в список водно-болотных угодий, охраняемых Рамсарской конвенцией.

## География
Природный памятник Салар-де-Сурире располагается в Андах к югу от вулкана Аринтика, административно на территории коммуны Путре в чилийской провинции Паринакота. С севера граничит с Национальным заповедником Лас-Викуньяс. Эти два охраняемых природных объекта вместе с расположенным севернее Национальным парком Лаука в 1981 предложены для включения во  Всемирную сеть биосферных резерватов ЮНЕСКО под названием Биосферный заповедник Лаука. 
Значительную часть его территории занимают солончаки и небольшие соляные озёра.

## Флора и фауна
Природный памятник Салар-де-Сурире был создан для охраны редких видов флоры и фауны Анд. Из млекопитающих здесь обитают викуньи (Lama vicugna), перуанский олень (Hippocamelus antisensis). Из птиц присутствуют дарвинов нанду (Rhea pennata) и несколько видов фламинго (чилийский Phoenicopterus chilensis, андский Phoenicoparrus andinus, Джеймса Phoenicoparrus jamesi).
Основная растительность парка — Baccharis incarum (исп. tola) из семейства Астровых и Panicum prionitis (исп. paja brava) из семейства Злаковых.

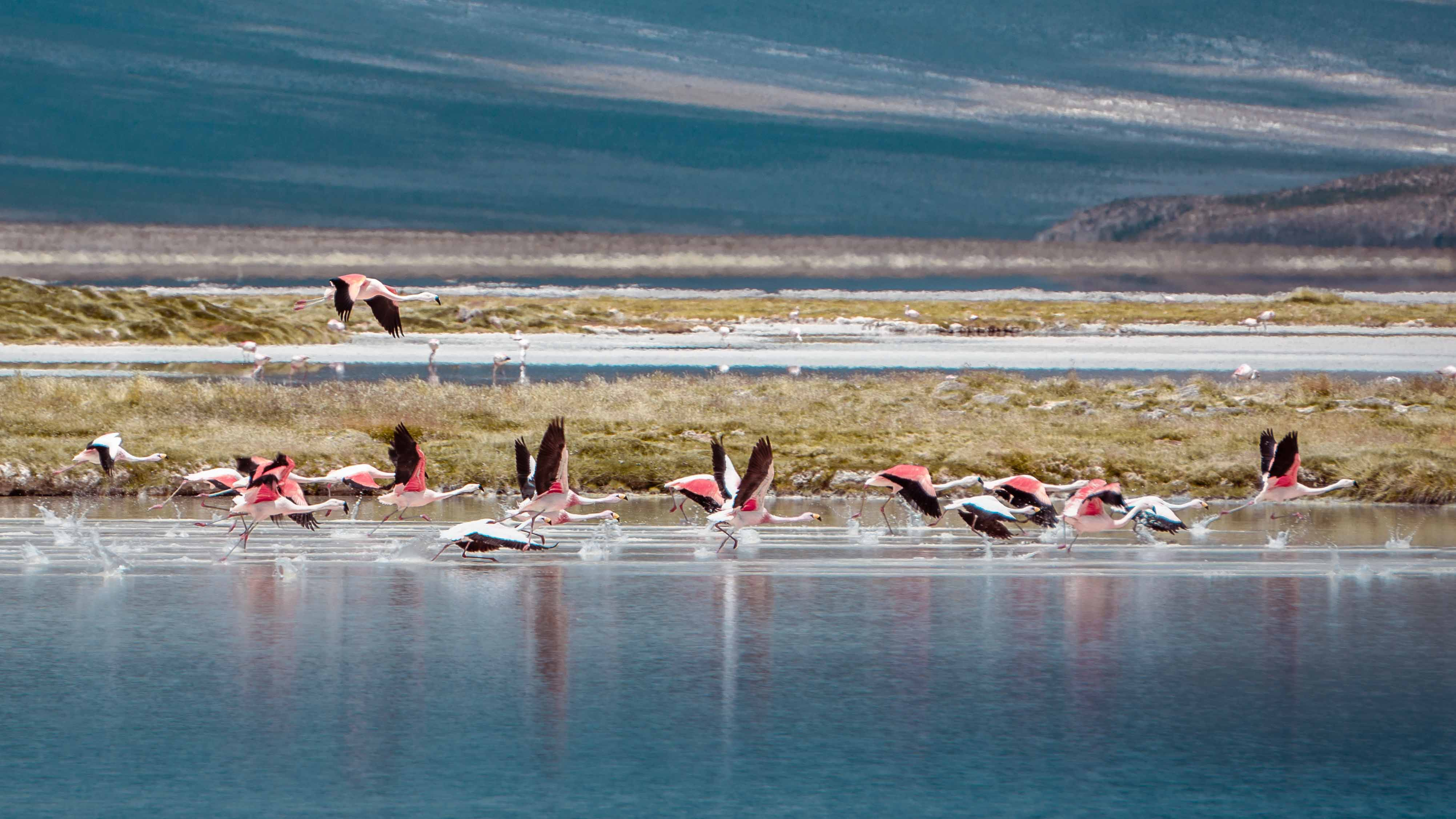
Взлетающие фламинго
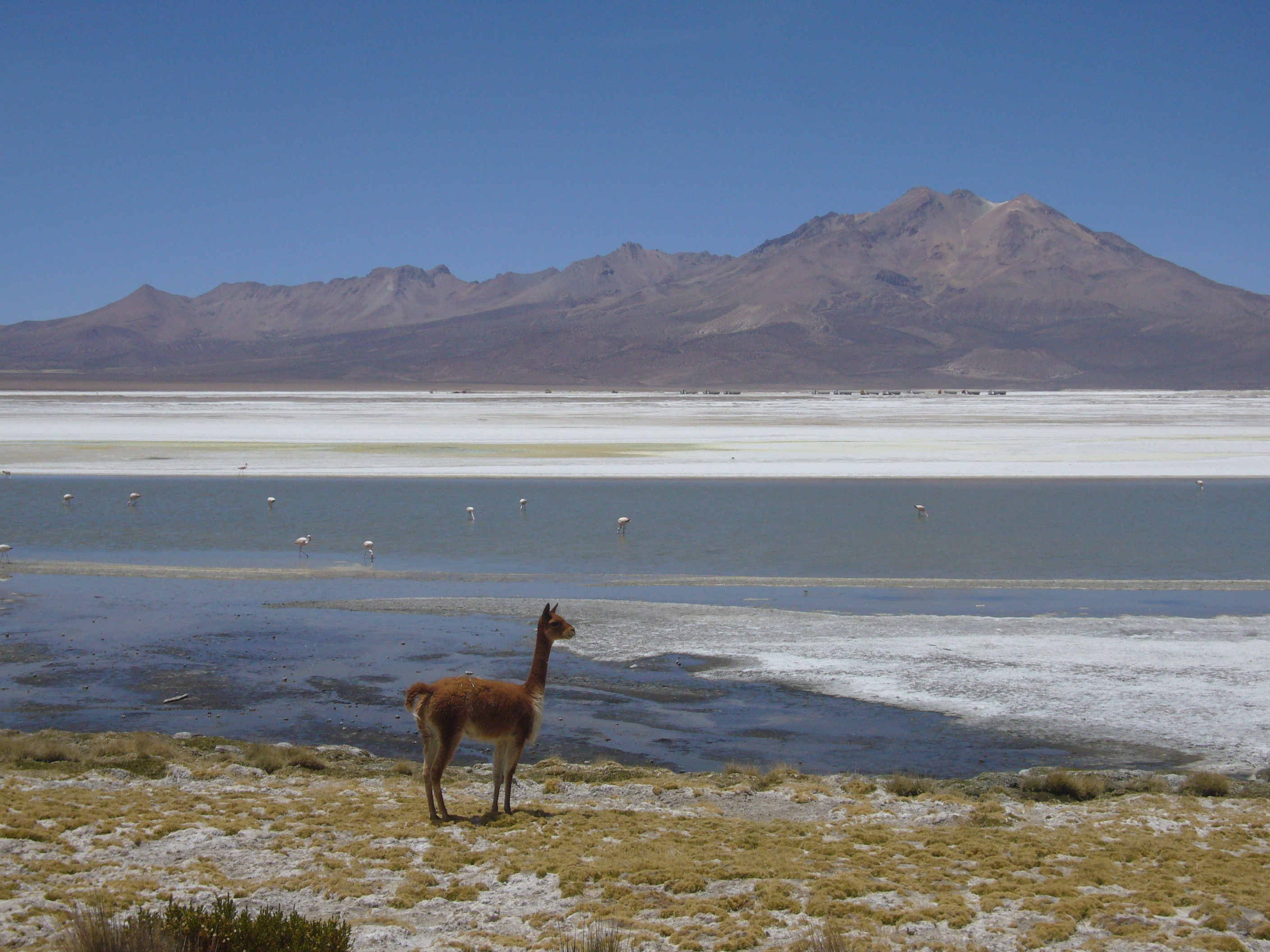
Викунья